# Villa Elvira
La Villa Elvira è una villa storica di Napoli, situata in via Tasso.

## Storia
La villa venne certamente costruita nel '700, in quanto è segnata per la prima volta sulla Mappa del Duca di Noja del 1775. Il Catasto provvisorio della città di Napoli, voluto dal re Gioacchino Murat e pubblicato tra il 1815 e il 1820, la rileva come proprietà del Barone Marinelli. La Carta Schiavoni del 1879 la registra come una delle molte proprietà della famiglia Grifeo in quella porzione di città. Nel 1885 venne tracciata l'attuale via Tasso che tagliò in due la proprietà. Nella parte "a valle", tra via Tasso e il Corso Vittorio Emanuele, vennero costruite su una residua striscia di suolo libera le palazzine Pignatelli e Ferlaino; mentre nella parte "a monte" sopravvissero l'edificio della villa, che nel 1893 subì un radicale rifacimento in stile eclettico (neorinascimentale e neogotico al contempo), e il giardino.
Attualmente è adibita ad abitazioni private e, pertanto, non è visitabile.

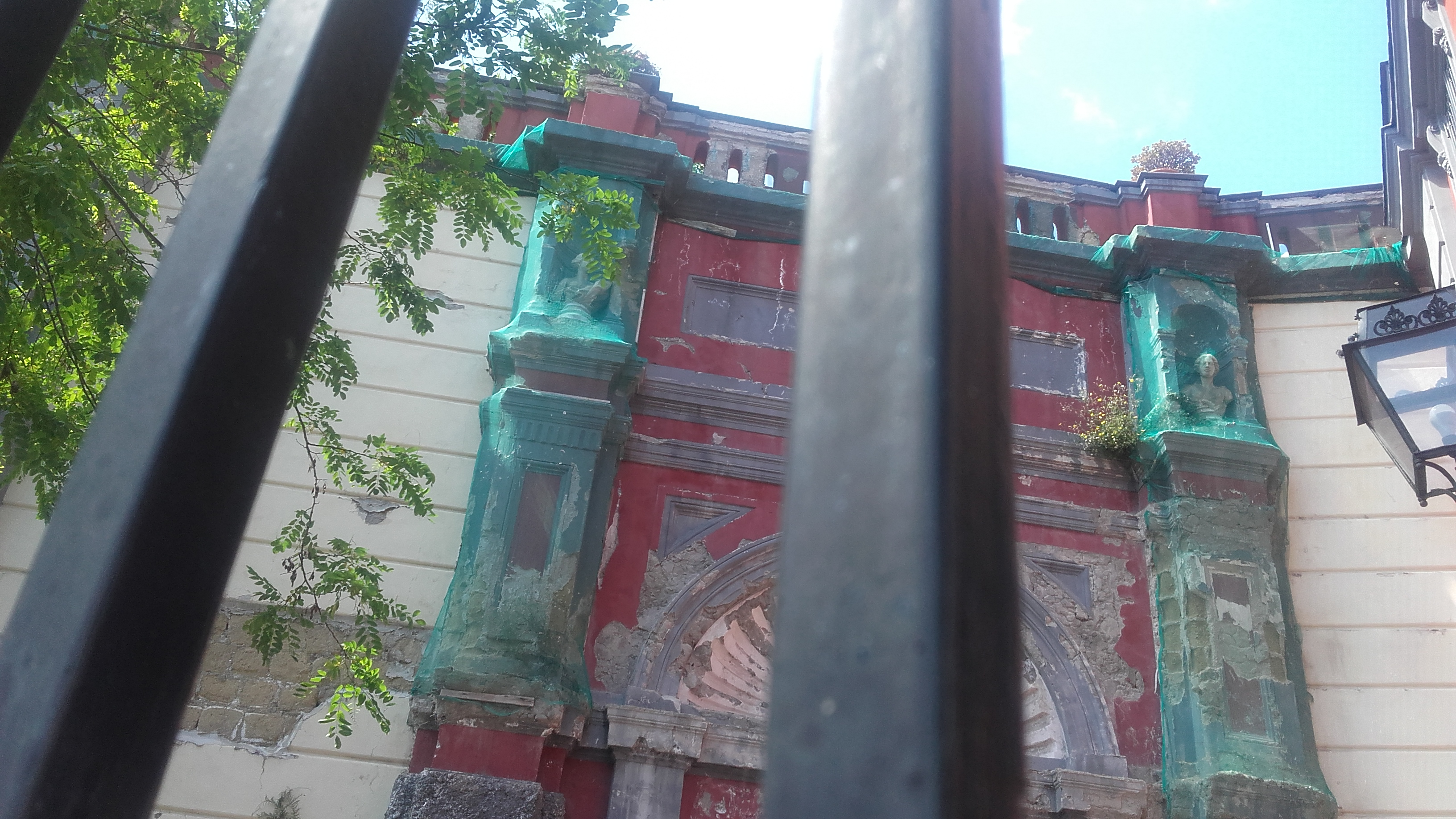
Busti inseriti in un arco ornamentale all'ingresso della villa